# زا (اصناف)
زا (به ژاپنی: 座, Za) از انواع اولیه اصناف تجاری در نظام ارباب‌رعیتی در ژاپن بود.

## خاستگاه و هدف
زاها در اثر همکاری محافظتی بین بازرگانان و پرستشگاه‌ها و و عبادتگاه‌ها رشد کردند. بازرگانان برای محافظت در برابر راهزنی و هوی و هوس‌های سامورایی و دایمیو‌ها (اربابان فئودال) به صورت گروهی سفر و حمل و نقل کالا انجام می‌دادند. آنها همچنین با معابد و زیارتگاه‌ها هماهنگی می‌کردند تا کالاهای خود را در زمین یا سکو در محوطه معبد (یا حرم) بفروشند و خود را تحت حمایت و حفاظت معبد یا حرم قرار دهند؛ بنابراین کلمه «زا»، به معنای صندلی، زمین یا سکو، برای اصناف استفاده می‌شد. این نام ممکن است به عبارت ساده‌تر، از ایده بازرگانان یک صنف یا انجمن که یک صندلی یا سکوی مشترک در بازار دارند به وجود آمده باشد.

## تاریخچه
شکل اولیه «زا» در قرن یازدهم به وجود آمد که نه تنها از اصناف تجاری، بلکه از اصناف مجریان و سرگرمی‌ها نیز تشکیل شده بود. در اوایل سال ۱۰۹۲ در یاسه نزدیک کیوتو از یک زای هیزم‌شکن نام برده شده‌است که دارای امتیاز هیزم در کیوتو بود. حتی امروزه، مجریان کابوکی و نو (تئاتر) در انجمن‌هایی به نام «زا» حضور دارند (به کابوکی‌زا مراجعه کنید). اصناف بازرگانی زا به عنوان یک نیروی اصلی در قرن ۱۴ ظاهر شدند و در اوایل قرن شانزدهم، هنگامی که سایر اصناف و سازمان‌های تجاری ظهور کردند «زا» را زیر سلطه خود را گرفتند.
توجه به این نکته ضروری است که «زا»، حداقل در اشکال اصلی خود، هرگز به اندازه اصناف قرون وسطی اروپا رسمی و سازمان یافته نبوده‌است.

### در دوره موروماچی
فقط در دوره موروماچی (۱۳۳۶–۱۴۶۷) بود که «زا» واقعاً در دنیای اقتصادی ژاپن حضور چشمگیری یافت. در این زمان، بسیاری از «زا» ها ظهور کرده بودند، و بزرگتر، سازمان یافته تر، ارتباط بیشتری با معابد و اشراف داشتند. در حالی که بسیاری خود را با معابد و عبادتگاه‌ها مرتبط می‌کردند، بسیاری از اصناف دیگر با خاندان‌های اصیل متحد می‌شدند و در ازای تقسیم سود از آنها محافظت می‌کردند. به عنوان مثال، تولیدکنندگان مخمر کیوتو با زیارتگاه کیتانو تنمانگو مرتبط بودند و کارگزاران نفت صومعه تندای در معبد انریاکو را به عنوان حامی خود داشتند. سازندگان ورق طلا کیوتو خود را تحت حمایت خاندان کونوئه، و ماهی فروشان زیر سایه خاندان سایئونج، یک خاندان قدرتمند و ثروتمند، قرار دادند.

### در دوره‌های سنگوکو و ادو
شورش اونین در سال ۱۴۶۷ کشور را در یک دوره هرج و مرج و جنگ قرار داد که دوره سنگوکو نامیده می‌شود، که بیش از ۱۳۰ سال طول می‌کشد. با این حال، «زا» به کار خود ادامه داد و شاید قدرت بیشتری پیدا کرد زیرا توانایی سفر ایمن و حمل و نقل کالا در سراسر کشور به‌طور فزاینده ای محدود شده بود.
در اواخر قرن شانزدهم، صد سال پس از دوره سنگوکو، اودا نوبوناگا فرماندهی کشور را بر عهده گرفت و بازارها و اصناف «آزاد» را ایجاد کرد که به ترتیب با نام‌های راکویچی (楽 市) و راکوزا (楽 座) شناخته می‌شوند. اینها ضربه شدیدی به قدرت و نفوذ «زا» قدیمی و انحصار آن وارد کردند، اما جای آنها را نگرفتند. در این زمان نیز چندین نوع انجمن تجاری دیگر به وجود آمد. اگرچه می‌توان ادعا کرد که آنها جایگزین «زا» شده‌اند، اما به نظر می‌رسد که این تغییر کمی تدریجی و ارگانیک بوده و می‌توان گفت که «زا» به وجود خود ادامه داد، فقط در اشکال جدید و با نام‌های جدید. یکی از انواع جدید این سازمان، ناکاما (仲 間) یا کابوناکاما (株 仲 間) بود که توسط شوگون مجاز شناخته می‌شد.
در پایان دوره ادو، اصناف با اشکال مختلف، درجه قابل توجهی از مشروعیت و قدرت را بدست آورده بودند. در ازای مجوزهای انحصاری و حمایت‌های دولتی، اصناف بخشی از سود را با دولت تقسیم کردند. «زا» با به‌کارگیری یک سیستم کاملاً متمرکز، تا دهه ۱۷۲۰، ۹۰٪ فرآوری ابریشم کشور را به کیوتو می‌آورد. این تمرکز انحصار صنعت را بسیار آسانتر کرد و ثروت قابل توجهی را برای دولت کیوتو و اعضای بازرگان سازمان‌های مختلف تجاری به ارمغان آورد.